# Демко Михайло Юхимович
Демко́ Михайло Юхимович (* 22. 05. 1900, Руде Село, нині Володарський район Київської області — 29. 08. 1980, Дніпропетровськ) — лікар-хірург. Доктор медичних наук (1964), професор (1965).

## Життєпис
Народився в селянській сім'ї 22 травня 1900 року у Рудому Селі (нині Володарський район Київської області). 1925 року закінчив Київський медичний Інститут. Працював лікарем (1925—1936 та під час 2-ї світової війни). Водночас від 1929 року — у Дніпропетровському медичному інституті (з перервами): 1964—1972 — завідувач кафедри оперативної хірургії та топографічної анатомії. Вивчав кровопостачання органів і тканин з метою застосування результатів у відновлювальгій хірургії. Автор розділу в посібнику «Методики практичних занять з оперативної хірургії і топографічної анатомії сьомого семестру» (Дн., 1973).
Серед робіт:
- «До питання про ковзні грижі» // Сб. науч. тр. Днепроп. мед. ин-та. 1957;
- «Хірургічний аскаридоз». Дн., 1957;
- «Біоелектричні особливості пахової області при крипторзіхмі». Дн., 1964;
- «Інервація пахового тяжа». К., 1970;
- «Хірургічна анатомія діафрагмальних гриж» // Вопр. эксперим. морфологии. К., 1970;
- «Хірургічна анатомія пахової області, судин яєчка на етапах його переміщення і при крипторхізмі» // 1-й Укр. съезд анатомов, гистологов, эмбриологов и топографоанатомов: Тезисы докл. В., 1980 (співавт.).